# Сен-Ло
Сен-Ло́ (фр. и норманд. Saint-Lô, лат. Briovera, Fanum Sancti Laudi) — город на северо-западе Франции, находится в регионе Нормандия, административный центр департамента Манш и одноименного округа. Расположен в 57 км к западу от Кана и в 78 км к юго-востоку от Шербур-ан-Котантена, в долине реки Вир. Через город проходит автомагистраль N174. В 1 км к западу от центра города, на противоположном берегу реки Вир, находится железнодорожная станция Сен-Ло линии Лизон-Ламбаль.
Население (2018) — 19 024 человека. 

## История

### Бриовер
Первоначально город назывался Briovère (что означает в перевода  с галльского "Мост на реке Вир"); город был построен на валах и вокруг них и представлял собой укрепленное поселение галльского племени венеллов, населявшего полуостров Котантен. Бриовер был завоеван римлянами во главе с Квинтом Титурием Сабином в 56 г. до н.э., после того как они разгромили венеллов во главе с их вождем Виридовиксом. В III веке Бриовер подвергался многочисленным вторжением саксов. Франки не установили в городе свою власть, но Бриовер получил право чеканить собственные монеты. Около 300 года в городе на месте разрушенного храма богини Цереры была построена церковь Святого Креста (Сен-Круа). В 525-565 годах здесь находилась резиденция епископа Ло Кутанского, глубоко почитаемого в народе. После смерти он был канонизирован и похоронен в Бриовере. Город стал привлекать многочисленных паломников, которые называли его "Сен-Ло"; с VIII века это стало официальным названием города.

### Средние века
С 836 года территорию полуострова Котантен стали атаковать бретонцы во главе с королем Саломоном. В 867 году по Компьенскому договору территория полуострова Котантен отошла к Бретани. В 889 году викинги высадились на морском побережье и поднялись по Виру к Сен-Ло. Защищённый крепостными валами, построенными в начале IX века по приказу Карла Великого, город долго сопротивлялся, но затем нападавшие перерезали водоснабжение, и город сдался. Викинги убили многих жителей Сен-Ло, в том числе епископа Кутанса, а затем разрушили город. Резиденция епископа была перенесена в Руан, и только в 1025 году епископ Герберт решил вернуться в Сен-Ло и восстановить резиденцию. При епископе Жоффруа де Монбре, одном из самых близких соратников Вильгельма Завоевателя, город получил большое экономическое развитие благодаря Нормандскому завоеванию Сицилии. Роберт Гвискар, близкий соратник епископа Жоффруа, привёз много ценностей из Апулии и Калабрии. При Жоффруа в Сен-Ло были построены замок и мельницы на реке Вир.
В 1135 году, после смерти короля Генрих I в англо-нормандском королевстве началась гражданская война между Стефаном Блуасским и дочерью Генриха Матильдой, поддерживаемой её мужем, Жоффруа Плантагенетом, графом Анжу. Сен-Ло принял сторону Стефана, но в 1139 году был взят армией Плантагенета всего за три дня. В 1164 году во время своего изгнания в Сен-Ло останавливался Бекет Томас. В его честь была построена церковь, которая не сохранилась, зато до настоящего времени в городе есть улица Сен-Тома. В 1204 году Сен-Ло сдался королю Филиппу Августу.
В XIII веке Сен-Ло был третьим по величине городом в Нормандии после Руана и Кана. В 1275 году он получил право чеканить монеты, которые он сохранял до 1693 года. Город специализировался в производстве кожевенных изделий с маркой «La vache de Saint-Lô» («Корова Сен-Ло») и текстиля, став одним из главных текстильных центров Франции. В городе в это время насчитывалось более 2000 ткачей, а шерсть для них свозилась со всего полуострова Котентин.
Новые проблемы Сен-Ло оказались связаны со Столетней войной. Армия короля Эдуарда III высадилась в Сен-Вааст-ла-Уге 12 июля 1346 года, а 22 июля подошла к Сен-Ло. Процветающий, богатый город был разграблен, на следующий год Сен-Ло был охвачен Чёрной смертью — печально известной эпидемией чумы. Город был отвоеван Карлом VI в 1378 году, но 12 марта 1418 года вновь занят англичанами. Только 12 сентября 1449 года французы вернули Сен-Ло; король Карл VII подтвердил принадлежность Сен-Ло к Нормандии, что вызвало недовольство герцога Бретонского. В 1467 году бретонские войска оккупировали Манш, но Сен-Ло успешно отбил атаку, уничтожив часть Бретонских войск. С 1469 года Сен-Ло в составе герцогства Нормандского был окончательно интегрирован в состав французского королевства.

### Новое время
Сен-Ло серьезно пострадал во время Религиозных войн. Гугеноты, контролировавшие Сен-Ло и Карантан, разграбили Кутанс в 1562 году и захватили епископа Артю де Коссе-Бриссака, которого ввезли в Сен-Ло верхом на осле. Хотя в 1574 году, после Амбуазского мира, город подчинился Карлу IX, нормандские протестанты сделали Сен-Ло своей штаб-квартирой. В мае того же года королевские войска во главе с маршалом де Матиньоном осадили город и взяли его 10 июня. Свыше 500 человек погибло в ходе последовавшей резни, в том числе многие лидеры протестантов. Город был передан Жаку де Матиньону, который построил цитадель. 
К XVII веку Сен-Ло стал терять свой статус. В Кутанс была перенесена резиденция местного судьи. После отмены Нантского эдикта город покинули многие ремесленники-протестанты. В 1636 году, после того как правительство решило повысить налог на соль (габель), Сен-Ло, как и весь Котантен, был охвачен восстанием босоногих. Когда в результате Великой Французской революции в 1794 году была проведена территориальная реформа и образован департамент Манш, его первым центром стал Кутанс, и только через два года это статус перешел к Сен-Ло.
При Наполеоне в городе был основан национальный конный завод. В 30-е годы XIX века был построен канал, связавший Сен-Ло и Карантан, а также расширено русло Вира, что сделало реку судоходной. В Сен-Ло были построены порт, судостроительный завод, бумажная и упаковочная фабрики. Сен-Ло оказался в стороне от железной дороги Мант-ла-Жоли-Шербур, поскольку его жители, опасаясь промышленного прогресса, отказались от пути, связывающего их с Парижем; железная дорога пришла в Сен-Ло только в 1860 году. В XIX веке Сен-Ло, расположенный в самом сердце богатого сельскохозяйственного района, зарекомендовал себя как важный центр для животноводческой торговли, но страх сельского населения перед промышленной революцией блокировал его развитие. Город пережил значительный спад населения и пострадал в результате Франко-прусской войны 1870 года и Первой мировой войны. 

### XX век
Франция была захвачена в 1940 году, и 7-я танковая дивизия под командованием Роммеля вошла в Нормандию. Целью атаки являлся порт Шербур, а Сен-Ло, расположенный в стратегически важном месте, был оккупирован в ночь на 17 июня 1940 года. Во время оккупации в марте 1943 года немцы выкопали тоннель под скалой, на которой располагалась бывшая цитадель, но до настоящего времени остается неясным, с какой целью это было сделано. Во время освобождения Сен-Ло подвергся двум массированным бомбардировкам. По оценкам, город был разрушен на 90-95%. 
После войны возник вопрос о том, следует ли восстанавливать город или оставить его руины нетронутыми в качестве свидетельства бомбардировок. Почти полностью разрушенный, Сен-Ло имел незавидное прозвище «Столица руин». Церковь Нотр-Дам до сих пор несет на себе следы бомбардировок и кровопролитных столкновений. Население медленно возвращалось в город. 12 августа 1944 года насчитывалось 180 жителей. В апреле 1945 года министр реконструкции Рауль Дотри выступил за строительство временных деревянных казарм. Эти хижины были построены благодаря пожертвованиям. В 1948 году началось строительство Сен-Ло на основе генерального плана архитектора Андре Илта, который предложил сохранить старую структуру города, адаптировав ее к современным реалиям. Первый камень был заложен президентом Венсаном Ориолем. В 1953 году в Сен-Ло вернулась префектура департамента.
Доминирующим стилем нового Сен-Ло стал неорегионалистский функционализм, в котором доминировал бетон. Его однообразный характер вскоре подвергся критике. Этот выбор, продиктованный реальными обстоятельствами и потребностью быстрого строительства жилья, делает Сен-Ло, наряду с Гавром и Лорьяном, одним из самых ярких свидетельств периода реконструкции..

## Достопримечательности
- Церковь Нотр-Дам в стиле пламенеющей готики XIII-XVII веков, фактически была отстроена заново после Второй мировой войны
- Готическая церковь Святого Креста XIII века, сохранившаяся часть бывшего аббатства
- Остатки цитадели Сен-Ло на высоком холме, в том числе башни Бо-Регар («Красивые взоры») и Ла-Пудрьер («Пороховой погреб»)
- Национальный конный завод
- Шато де ла Восель XVII века
- Музей изящных искусств Сен-Ло
- Нормандский этнографический музей

## Экономика
Сен-Ло является важным промышленным, сельскохозяйственным и торговым центром регионального значения. Строительство автомагистрали N174 позволило создать новую промышленную зону «Нептун», в которой были открыты автомобилестроительные предприятия, заводы по производству велосипедов и электронных устройств.
Структура занятости населения:
- сельское хозяйство — 0,8 %
- промышленность — 6,4 %
- строительство — 4,0 %
- торговля, транспорт и сфера услуг — 42,0 %
- государственные и муниципальные службы — 46,7 %

Уровень безработицы (2018) — 14,6 % (Франция в целом —  13,4 %, департамент Манш — 10,4 %). 

Среднегодовой доход на 1 человека, евро (2018) — 19 800 (Франция в целом — 21 730, департамент Манш — 20 980).

## Демография
Динамика численности населения, чел.

## Культурная жизнь
В Сен-Ло проводятся многочисленные культурные мероприятия: музыкальный фестиваль, шахматный фестиваль (в начале июля), конное шоу (в августе), фестиваль азиатской культуры (в феврале), шоу уличных театров (в июне) и другие.

## Администрация
Пост мэра Аньо с 2014 года занимает Ален Севек (Alain Sévêque). На муниципальных выборах 2020 года возглавляемый ею центристский список победил во 2-м туре, получив 43,55 % голосов (из трех списков).
| Период | Период | Фамилия         | Партия                         | Примечания                                                        |
| ------ | ------ | --------------- | ------------------------------ | ----------------------------------------------------------------- |
| 1977   | 1983   | Бернар Дюпюи    | Социалистическая партия        | инженер по сельскому хозяйству                                    |
| 1983   | 1989   | Жан Патона      | Союз за французскую демократию | хирург                                                            |
| 1989   | 1995   | Бернар Дюпюи    | Социалистическая партия        | инженер по сельскому хозяйству                                    |
| 1995   | 2014   | Франсуа Дигар   | Союз за народное движение      | специалист по рекламе, член Регионального совета Нижней Нормандии |
| 2014   | 2020   | Франсуа Бриер   | Разные правые                  | преподаватель, вице-президент Совета департамента                 |
| 2020   |        | Эмманюэль Лежён | Разные центристы               | консультант по вопросам образования                               |

## Города-побратимы
- Сен-Гилен, Бельгия
- Крайстчерч, Великобритания
- Ален, Германия
- Роанок, США

## Знаменитые уроженцы
- Урбен Леверье (1811—1877), математик, занимавшийся небесной механикой, предсказавший существование планеты Нептун
- Октав Фёйе, Октав (1821—1890), писатель
- Этьен Трефё (1821—1903), драматург, либреттист, автор песен
- Юг Дюбоск (1981), пловец, призер Олимпийских игр